# Список 25 лидеров плей-офф НБА по потерям за всю историю лиги

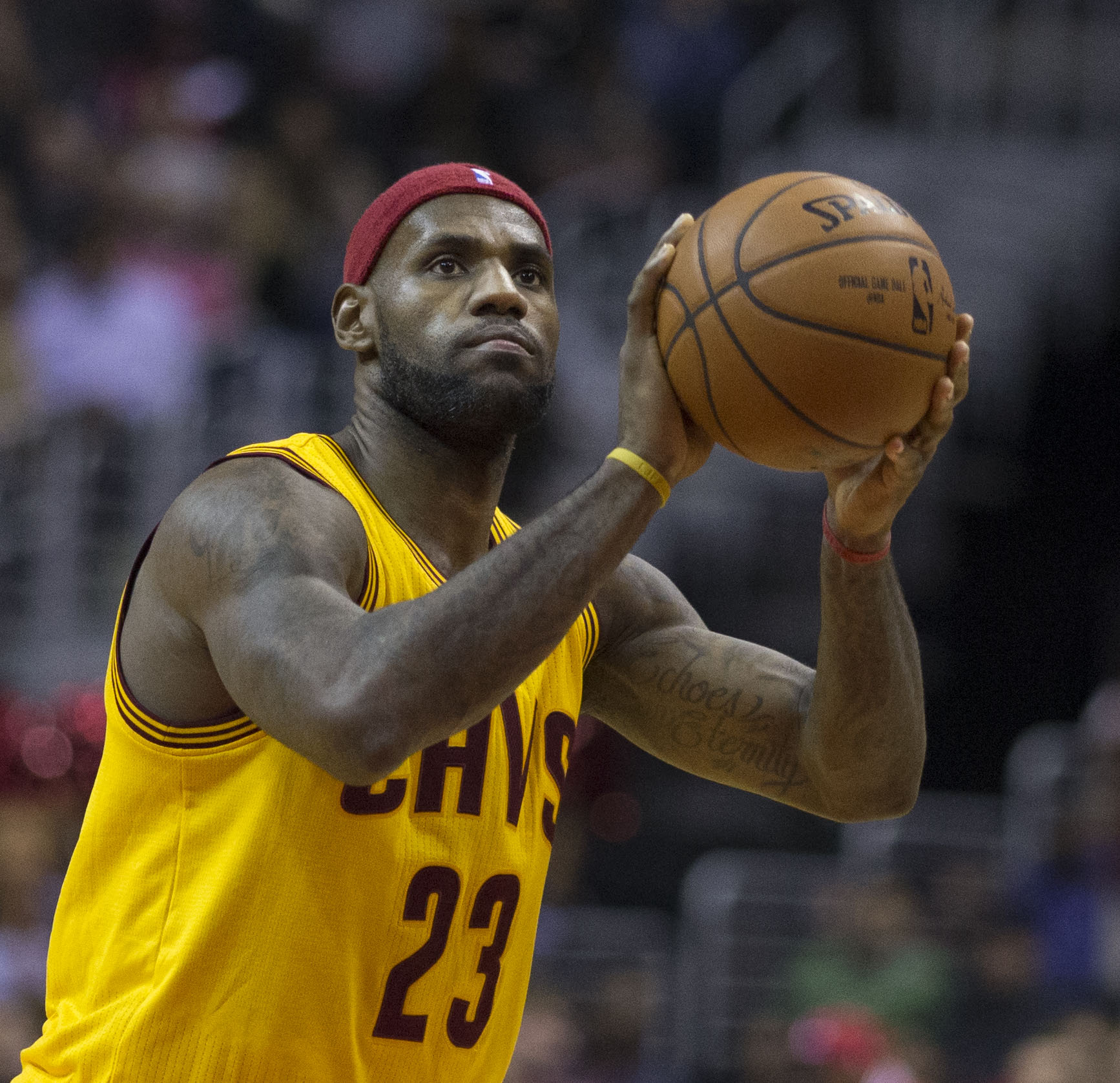
Леброн Джеймс — лидер плей-офф НБА по потерям за всю историю лиги

Данный список содержит 25 игроков, набравших наибольшее количество потерь в матчах плей-офф Национальной баскетбольной ассоциации за карьеру. Полный список лидеров в данной номинации опубликован на сайте basketball-reference.com.
В баскетболе «потеря» означает ситуацию, когда игрок, владеющий мячом, утрачивает над ним контроль, и он переходит к защищающейся команде. Потеря мяча игроком происходит в основном из-за недостатка концентрации и плохого видения игры. Впрочем игроки, которые призваны координировать игру команды в целом, а именно разыгрывающие защитники, вследствие более частого владения мячом делают больше потерь, чем игроки другого амплуа. Потеря может произойти в результате выхода мяча в аут, завершения времени на командное владение мячом (24 секунды), нарушения правил во время ведения (пробежка, двойное ведение либо фол в нападении) или же перехвата мяча защищающейся командой. В НБА лучшим игроком по потерям считается игрок с самым большим средним показателем по ним за игру, хотя вряд ли кто-то из баскетболистов гордится достижениями в этой номинации. Впервые она была введена в сезоне 1977/78 годов, когда стала вестись статистика по ним, поэтому у баскетболистов, игравших до 1977 года, потери в статистике отсутствуют.
Лишь один баскетболист на данный момент совершил более 700 потерь, 6 игроков преодолели рубеж в 600 баллов и 16 человек имеют в своём пассиве более 500 потерь.
Единственным игроком, преодолевшим планку в 700 потерь, является Леброн Джеймс, который добился данного результата в плей-офф 2016 года, выйдя на первое место по этому статистическому показателю в решающей встрече финальной серии. Форвард «Лос-Анджелес Лейкерс» до сих пор продолжает свою карьеру, набрав после окончания плей-офф 2025 года 1047 баллов.
Первым игроком, преодолевшим планку в 600 потерь, является Мэджик Джонсон, который добился этого результата в плей-офф 1990 года, а затем завершил карьеру по окончании плей-офф 1996 года, набрав в итоге 696 баллов. В плей-офф 2003 года отметку в 600 потерь преодолел Скотти Пиппен, закончивший свои выступления в НБА в следующем году с результатом в 602 балла. В плей-офф 2006 года этот же рубеж преодолел Шакил О’Нил, завершивший свою карьеру через четыре сезона с результатом в 649 потерь. В плей-офф 2011 года это достижение повторил Коби Брайант, закончивший свои выступления в НБА спустя пять лет с результатом в 647 баллов. В плей-офф 2014 года отметку в 600 потерь преодолел Тим Данкан, который завершил свою профессиональную карьеру по окончании плей-офф 2016 года, сделав в итоге 633 потери.
Лидером же по среднему показателю за игру на данный момент является продолжающий свою карьеру Расселл Уэстбрук, который в настоящее время имеет в своём пассиве результат в 3,71 потери в среднем за игру. Второе место по этому показателю занимает Мэджик Джонсон, который по итогам своих выступлений набрал 3,66 балла в среднем за игру. На третьем месте идёт Леброн Джеймс, показатель которого на данный момент составляет 3,59 потери в среднем за игру.
В данный список входят шесть действующих баскетболистов, самым несконцентрированным из них является Леброн Джеймс, лидирующий в этой номинации.

## Легенда к списку
| Поз.    | ЛФ             | ТФ              | Ц         | РЗ                       | АЗ                 | Прим.        |
| Позиция | Лёгкий форвард | Тяжёлый форвард | Центровой | Разыгры- вающий защитник | Атакующий защитник | Приме- чания |

| ^ | Отмечены игроки, выступающие в НБА по сей день                          |
| * | Избраны в Зал славы баскетбола                                          |
|   | Недавно закончил карьеру, но пока не избран в Зал славы                 |
|   | Закончил карьеру более 10 лет назад, но так и не был избран в Зал славы |

## Список
По состоянию на 23 июня 2025 года (на момент окончания плей-офф 2025 года, следующий плей-офф стартует в апреле 2026 года)
| Место | Игрок                | Фото | Поз.   | Год рожд.   | Клубы (годы) | Всего потерь | Игр сыграно | Потерь за игру | Зал славы | Прим.         |
| ----- | -------------------- | ---- | ------ | ----------- | --- | ------------ | ----------- | -------------- | --------- | ------------- |
| 1     | Леброн Джеймс^       |      | ЛФ/ ТФ | 1984        | Кливленд Кавальерс (2006—2010, 2015—2018) Майами Хит (2011—2014) Лос-Анджелес Лейкерс (2020—2021, 2023—2025)                                          | 1047         | 292         | 3,59           | —         | [ 5 ] [ 6 ]   |
| 2     | Мэджик Джонсон*      |      | РЗ/ АЗ | 1959        | Лос-Анджелес Лейкерс (1980—1991, 1996) | 696          | 190         | 3,66           | 2002      | [ 8 ] [ 9 ]   |
| 3     | Шакил О’Нил*         |      | Ц      | 1972        | Орландо Мэджик (1994—1996) Лос-Анджелес Лейкерс (1997—2004) Майами Хит (2005—2007) Финикс Санз (2008) Кливленд Кавальерс (2010) Бостон Селтикс (2011) | 649          | 216         | 3,00           | 2016      | [ 10 ] [ 11 ] |
| 4     | Коби Брайант*        |      | АЗ     | 1978 — 2020 | Лос-Анджелес Лейкерс (1997—2004, 2006—2012) | 647          | 220         | 2,94           | 2020      | [ 12 ] [ 13 ] |
| 5     | Тим Данкан*          |      | ТФ/ Ц  | 1976        | Сан-Антонио Спёрс (1998—1999, 2001—2016) | 633          | 251         | 2,52           | 2020      | [ 14 ] [ 15 ] |
| 6     | Скотти Пиппен*       |      | ЛФ     | 1965        | Чикаго Буллз (1988—1998) Хьюстон Рокетс (1999) Портленд Трэйл Блэйзерс (2000—2003)                                                                    | 602          | 208         | 2,89           | 2010      | [ 16 ] [ 17 ] |
| 7     | Тони Паркер*         |      | РЗ     | 1982        | Сан-Антонио Спёрс (2002—2018) | 594          | 226         | 2,63           | 2023      | [ 18 ] [ 19 ] |
| 8     | Джеймс Харден^       |      | АЗ     | 1989        | Оклахома-Сити Тандер (2010—2012) Хьюстон Рокетс (2013—2020) Бруклин Нетс (2021) Филадельфия-76 (2022—2023) Лос-Анджелес Клипперс (2024—2025)          | 590          | 173         | 3,41           | —         | [ 20 ] [ 21 ] |
| 9     | Дуэйн Уэйд*          |      | АЗ/ РЗ | 1982        | Майами Хит (2004—2007, 2009—2014, 2016, 2018) Чикаго Буллз (2017)                                                                                     | 583          | 177         | 3,29           | 2023      | [ 22 ] [ 23 ] |
| 10    | Кевин Дюрант^        |      | ЛФ/ АЗ | 1988        | Оклахома-Сити Тандер (2010—2014, 2016) Голден Стэйт Уорриорз (2017—2019) Бруклин Нетс (2021—2022) Финикс Санз (2023—2024)                             | 550          | 170         | 3,24           | —         | [ 24 ] [ 25 ] |
| 10    | Карл Мэлоун*         |      | ТФ     | 1963        | Юта Джаз (1986—2003) Лос-Анджелес Лейкерс (2004) | 550          | 193         | 2,85           | 2010      | [ 26 ] [ 27 ] |
| 12    | Майкл Джордан*       |      | АЗ     | 1963        | Чикаго Буллз (1985—1993, 1995—1998) | 546          | 179         | 3,05           | 2009      | [ 28 ] [ 29 ] |
| 13    | Джон Стоктон*        |      | РЗ     | 1962        | Юта Джаз (1985—2003) | 517          | 182         | 2,84           | 2009      | [ 30 ] [ 31 ] |
| 14    | Стефен Карри^        |      | РЗ     | 1988        | Голден Стэйт Уорриорз (2013—2019, 2022—2023, 2025) | 516          | 155         | 3,33           | —         | [ 32 ] [ 33 ] |
| 15    | Ларри Бёрд*          |      | ЛФ/ ТФ | 1956        | Бостон Селтикс (1980—1988, 1990—1992) | 506          | 164         | 3,09           | 1998      | [ 34 ] [ 35 ] |
| 16    | Расселл Уэстбрук^    |      | РЗ     | 1988        | Оклахома-Сити Тандер (2010—2014, 2016—2019) Хьюстон Рокетс (2020) Вашингтон Уизардс (2021) Лос-Анджелес Клипперс (2023—2024) Денвер Наггетс (2025)    | 501          | 135         | 3,71           | —         | [ 36 ] [ 37 ] |
| 17    | Ману Джинобили*      |      | АЗ     | 1977        | Сан-Антонио Спёрс (2003—2008, 2010—2018) | 481          | 218         | 2,21           | 2022      | [ 38 ] [ 39 ] |
| 18    | Деннис Джонсон*      |      | РЗ/ АЗ | 1954 — 2007 | Сиэтл Суперсоникс (1978—1980) Финикс Санз (1981—1983) Бостон Селтикс (1984—1990)                                                                      | 480          | 180         | 2,67           | 2010      | [ 40 ] [ 41 ] |
| 19    | Пол Пирс*            |      | ЛФ     | 1977        | Бостон Селтикс (2002—2005, 2008—2013) Бруклин Нетс (2014) Вашингтон Уизардс (2015) Лос-Анджелес Клипперс (2016—2017)                                  | 476          | 170         | 2,80           | 2021      | [ 42 ] [ 43 ] |
| 20    | Джейсон Кидд*        |      | РЗ     | 1973        | Финикс Санз (1997—2001) Нью-Джерси Нетс (2002—2007) Даллас Маверикс (2008—2012) Нью-Йорк Никс (2013)                                                  | 450          | 158         | 2,85           | 2018      | [ 44 ] [ 45 ] |
| 21    | Карим Абдул-Джаббар* |      | Ц      | 1947        | Милуоки Бакс (1970—1974) Лос-Анджелес Лейкерс (1977) Лос-Анджелес Лейкерс (1978—1989)                                                                 | 447          | 169         | 2,64           | 1995      | [ 47 ] [ 48 ] |
| 21    | Дрэймонд Грин^       |      | ТФ/ ЛФ | 1990        | Голден Стэйт Уорриорз (2013—2019, 2022—2023, 2025) | 447          | 169         | 2,64           | —         | [ 49 ] [ 50 ] |
| 23    | Хаким Оладжьювон*    |      | Ц      | 1963        | Хьюстон Рокетс (1985—1991, 1993—1999) Торонто Рэпторс (2002)                                                                                          | 424          | 145         | 2,92           | 2008      | [ 51 ] [ 52 ] |
| 24    | Клайд Дрекслер*      |      | АЗ/ ЛФ | 1962        | Портленд Трэйл Блэйзерс (1984—1994) Хьюстон Рокетс (1995—1998)                                                                                        | 397          | 145         | 2,74           | 2004      | [ 53 ] [ 54 ] |
| 25    | Джулиус Ирвинг*      |      | ЛФ     | 1950        | Филадельфия-76 (1977) Филадельфия-76 (1978—1987) | 396          | 122         | 3,25           | 1993      | [ 55 ] [ 56 ] |

## Комментарии
1. ↑  Игроки НБА включаются в Зал славы баскетбола не ранее, чем через 5 полных лет после окончания карьеры[3], а с 2016 года этот период был сокращён до четырёх лет[4].
2. ↑  Это список НБА и в него не входят сезоны, проведённые игроками в других лигах, таких как АБА и прочих.
3. ↑  Количество сделанных потерь в среднем за игру, округляется до сотых.
4. ↑  Сменил имя 1 мая 1971 года после первой победы в НБА и принятия ислама, имя при рождении Фердинанд Льюис Алсиндор-младший или просто Льюис Алсиндор. Его новое имя, Карим Абдул-Джаббар, означает: «щедрый, слуга всесильного» (Аллаха)[46].
5. ↑  Первые восемь сезонов в карьере Карима Абдул-Джаббара статистика по потерям ещё не велась.
6. ↑  Первый сезон в НБА в карьере Джулиуса Ирвинга статистика по потерям ещё не велась.